# Just Can't Get Enough (chanson de Depeche Mode)
Pour les articles homonymes, voir Just Can't Get Enough.
Singles de Depeche Mode
New Life
(1981) See You
(1982)
Pistes de Speak and Spell
Any Second Now (Voices)
Just Can't Get Enough est une chanson du groupe Depeche Mode composée par Vince Clarke et qui figure sur l'album Speak and Spell. Elle est d'abord éditée en single par Mute Records le 7 septembre 1981 au Royaume-Uni. C'est également le premier 45 tours du groupe sorti aux États-Unis. En face B se trouve le titre instrumental Any Second Now.
Cette chanson constitue le premier tube international du groupe : elle s'est classée à la 8e place dans les charts britanniques, à la 4e place en Australie, et est entrée dans le Top 40 de plusieurs autres pays. Aux États-Unis, ce titre a atteint la 26e place dans le Hot Dance Club Play.
Just Can't Get Enough est le dernier single composé par Vince Clarke avant son départ de Depeche Mode. La manière d'arranger ce morceau laisse déjà entrevoir la couleur musicale de ses groupes suivants : Yazoo, The Assembly puis Erasure.
Just Can't Get Enough est aussi le premier clip de Depeche Mode à être réalisé par Clive Richardson.

## Formats et liste des chansons

### Vinyle 7"
Mute/7 Mute16 (UK)
1. Just Can't Get Enough – 3:41
2. Any Second Now – 3:06

### Vinyle 12"
Mute/12 Mute16 (UK)
1. Just Can't Get Enough (Schizo Mix) – 6:43
2. Any Second Now (Altered) – 5:41

### CD
Mute/C DMute16 (UK)1
1. Just Can't Get Enough – 3:45
2. Any Second Now – 3:09
3. Just Can't Get Enough (Schizo Mix) – 6:48
4. Any Second Now (Altered) – 5:42

### Vinyle 7"
Sire/SRE50029 (US)
1. Just Can't Get Enough – 3:41
2. Tora! Tora! Tora! – 4:23